# Матенадаран царя Левона II в Сисе
Матенадаран царя Левона II в Сисе (арм. Լևոն Բ թագավորի մատենադարանը Սսում) — знаменитая коллекция книг и рукописей, собранных первым царём Киликийской Армении из династии Рубенидов Левоном II, правившим в 1187—1219 годах.
Матенадаран Левона II считается одной из наиболее значительных и известных библиотек средневековой Армении.